# Marathon van Amsterdam 2023
De Marathon van Amsterdam 2023 werd gelopen op zondag 15 oktober 2023. Door sponsoring heette de wedstrijd TCS Amsterdam Marathon en het was de 47ste editie van het evenement. De wedstrijd werd bij de mannen gewonnen door Joshua Belet en bij de vrouwen door Meseret Belete. Naast de marathon werden er ook nog een halve marathon en 8 km gelopen.
Atleten konden zich tijdens de marathon wedstrijd ook plaatsen voor de Olympische Spelen van 2024 in Parijs, door de tijdslimiet te lopen. Bij de vrouwen was dit 2:26.50, bij de mannen 2:08.10. De Nederlandse atlete Anne Luijten plaatste zich hierdoor.

## Uitslagen[2]

### Mannen
| Positie | Naam              | Land      | Tijd    |
| ------- | ----------------- | --------- | ------- |
| Goud    | Joshua Belet      | Kenia     | 2:04.18 |
| Zilver  | Cybrian Kotut     | Kenia     | 2:04.34 |
| Brons   | Bethwel Chumba    | Kenia     | 2:04.37 |
| 4       | Birhanu Legese    | Ethiopië  | 2:04.44 |
| 5       | Lemi Berhanu      | Ethiopië  | 2:05.48 |
| 6       | Bazezew Asmare    | Ethiopië  | 2:06.34 |
| 7       | Mulugeta Debasu   | Ethiopië  | 2:06.36 |
| 8       | Haymanot Alew     | Ethiopië  | 2:08.25 |
| 9       | Khalid Choukoud   | Nederland | 2:08.36 |
| 10      | Abderrazak Charik | Frankrijk | 2:08.37 |

### Vrouwen
| Positie | Naam              | Land      | Tijd    |
| ------- | ----------------- | --------- | ------- |
| Goud    | Meseret Belete    | Ethiopië  | 2:18.21 |
| Zilver  | Meseret Abebayehu | Ethiopië  | 2:19.50 |
| Brons   | Dorcas Tuitkoek   | Kenia     | 2:20.02 |
| 4       | Ashete Bekere     | Ethiopië  | 2:21.51 |
| 5       | Tiruye Mesfin     | Ethiopië  | 2:22.07 |
| 6       | Anchalem Haymanot | Ethiopië  | 2:22.23 |
| 7       | Meseret Gola      | Ethiopië  | 2:22.29 |
| 8       | Sofia Assefa      | Ethiopië  | 2:23.33 |
| 9       | Marion Kibor      | Kenia     | 2:24.26 |
| 10      | Anne Luijten      | Nederland | 2:26.36 |

1975 ·
1976 ·
1977 ·
1978 ·
1979 ·
1980 ·
1981 ·
1982 ·
1983 ·
1984 ·
1985 ·
1986 ·
1987 ·
1988 ·
1989 ·
1990 ·
1991 ·
1992 ·
1993 ·
1994 ·
1995 ·
1996 ·
1997 ·
1998 ·
1999 ·
2000 ·
2001 ·
2002 ·
2003 ·
2004 ·
2005 ·
2006 ·
2007 ·
2008 ·
2009 ·
2010 ·
2011 ·
2012 ·
2013 ·
2014 ·
2015 ·
2016 ·
2017 ·
2018 ·
2019 ·
2020 ·
2021 ·
2022 ·
2023 ·
2024 ·
2025